# Шумлево (Вологодская область)
Шумлево — деревня в Грязовецком районе Вологодской области.
Входит в состав Юровского муниципального образования, с точки зрения административно-территориального деления — в Юровский сельсовет.
Расстояние по автодороге до районного центра Грязовца — 23,5 км, до центра муниципального образования Юрово — 3,5 км. Ближайшие населённые пункты — Коротыгино, Андраково, Мошенниково.
По данным переписи в 2002 году постоянного населения не было.